# Gustaf Munthe (ämbetsman)
Gustaf (Gösta) Lorentz Munthe, född 5 maj 1809 i Stockholm, död 26 juni 1889 i Stockholm, var en svensk ämbetsman och politiker.
Munthe var landshövding i Västerbottens län 1856–1864 och i Kronobergs län 1864–1875. Han var ledamot av riksdagens första kammare 1866–1875 för Kronobergs län. 
Gustaf Munthe var son till kammarrättsrådet Carl Christopher Munthe och Beata Lovisa Drake af Hagelsrum. Han gifte sig 1837 med Fredrique Heerman (1815–1897). Genom deras son Gustaf Fredrik Munthe, som var president i Kammarkollegium, blev han farfar till konsthistorikern Gustaf Munthe.